# Mean Opinion Score
La Mean Opinion Score (MOS) è una misura della qualità dell'esperienza in uso in diversi campi della ingegneria delle telecomunicazioni (audio, video ecc.), definibile come la "media aritmetica dei valori su una scala predefinita che un soggetto assegna alla sua opinione sulla prestazione di un sistema qualità".
Nelle trasmissioni telefoniche, è una misura della chiarezza del segnale ricevuto, la cui procedura è descritta dalla norma ITU-T P.800.
Tale norma descrive la procedura per ottenere la misura della chiarezza tramite una statistica di "opinioni" di ascolto: un gruppo di persone esprimono un parere tramite un punteggio su tre diversi aspetti dell'ascolto.
Qualità del parlato (Listening Quality):
- 1 - molto bassa
- 2 - bassa
- 3 - abbastanza buona
- 4 - buona
- 5 - eccellente

Sforzo richiesto per la comprensione (Listening Effort):
- 1 - pessimo o BAD: la trasmissione risulta del tutto incomprensibile
- 2 - scarso o POOR: la trasmissione è comprensibile soltanto con notevole sforzo
- 3 - accettabile o FAIR: la trasmissione è comprensibile seppure con un certo sforzo
- 4 - buono o GOOD: la trasmissione è comprensibile senza particolare sforzo
- 5 - eccellente o EXCELLENT: la trasmissione è comprensibile senza alcuno sforzo

Gradimento dell'intensità sonora (Loudness Preference):
- 1 - molto più bassa del livello ideale
- 2 - più bassa del livello ideale
- 3 - ideale
- 4 - più alta del livello ideale
- 5 - assai più alta del livello ideale